# Општина Нови Град
Општина Нови Град је општина у сјеверозападном дијелу Републике Српске, БиХ. Сједиште општине се налази у насељеном мјесту Нови Град. Према подацима Агенције за статистику Босне и Херцеговине на попису становништва 2013. године, у општини је пописано 27.115 лица.

## Насељена мјеста
Подручје општине Нови Град чине насељена мјеста:
Ахметовци, Благај Јапра, Благај Ријека, Блатна, Ведовица, Велика Жуљевица, Велика Рујишка, Витасовци, Горње Водичево, Горњи Агићи, Горњи Ракани, Грабашница, Деветаци, Добрљин, Доње Водичево, Доњи Агићи, Доњи Ракани, Јоховица, Јошава, Кршље, Куљани, Љешљани, Мазић, Мала Жуљевица, Мала Крупска Рујишка, Мала Новска Рујишка, Масловаре, Матавази, Нови Град, Петковац, Пољавнице, Прусци, Равнице, Радомировац, Раковац, Рашће, Рудице, Сводна, Соколиште, Сухача, Трговиште, Ћеле, Хозићи, Церовица, Црна Ријека, Чађавица Горња, Чађавица Доња и Чађавица Средња.
Општина Нови Град има 48 насеља.
До Другог свјетског рата, на подручју тадашњег котара Нови Град је постојало насеље Домбрава, настало као колонистичко насеље у вријеме Аустроугарске монархије. Ово село је имало 80% Пољака и 20% Украјинаца.
У току рата у Босни и Херцеговини, из састава општине Нови Град издвојена су насељена мјеста: Костајница, Горња Слабиња, Грдановац, Гумњани, Календери, Мракодол, Мраово Поље, Петриња, Побрђани, Подошка, Тавија и Зовик. Од овог подручја формирана је општина Костајница, која је и раније постојала до 60-их година прошлог вијека.

## Географија
Нови Град је смјештен на ушћу ријеке Сане у Уну, на важној раскрсници путева из Панонске низије према планинско-котлинској области Динарског планинског система. Лежи на незнатно сјеверније од 45° сјеверне географске ширине, на надморској висини од 122 метра. Град је смјештен на десној обали Уне и на обје стране ријеке Сане, боље речено на двије геоморфолошке цјелине: у алувијалним долинама Уне и Сане и брежуљкастим падинама Грмеча и Козаре.
Нови Град је био једна од важнијих раскрсница цестовног и жељезничког саобраћаја у Поуњу у бившој Југославији. Ради свог геостратешког значаја подручје је било насељавано од претхисторије до данас. Овдје су се стално укрштали интереси великих сила, па је град био увијек у граничном простору, од настанка до данас. Прво је био на граници средњовјековне Босне и Угарске, касније Османског и Аустро-Угарског царства, а данас на граници Босне и Херцеговине према Републици Хрватској.
Површина урбаног подручја града износи 13,31 км², укупна површина катастарске општине 26,5 км², док је површина општине Нови Град 472,72 км². На сјеверозападу, граничи се са током ријеке Уне с Хрватском, а на југу и југозападу са сеоским насељима Рудице, Чађавица и Црна Ријека. На источној страни граничи се са селима Масловаре, Благај, Сухача, Хозићи, Доњи Агићи (Челопек), Горњи Агићи, Јапра и Благај Ријека, а на сјеверу са селима Пољавнице и Мазић.

## Образовање
На територји општине Нови Град ради установа предшколског васпитања под називом Д‌јечији вртић „Пчелица Маја“.
Основне школе које раде на територији општине су:
- Основна школа „Вук Караџић“
- Основна школа „Свети Сава“
- Основна школа „Бранко Ћопић”
- Основна школа „Драган Вујановић“

Средње школе које раде на територији општине су:
- ЈУ Средњошколски центар „Ђуро Радмановић“
- ЈУ Гимназија „Петар Кочић“

Паневропски универзитет Апеирон је основао од‌јељење Нови Град, где студенти имају могућност да се упишу на неколико студијских програма првог циклуса:
- Предузетнички менаџмент
- Менаџмент банкарства, финансија и трговине
- Опште-правни студијски програм
- Пословна информатика

## Спорт
- Нови Град је сједиште фудбалског тима Слобода, женског фудбалског клуба Младост Нови Град и женског кошаркашког клуба Слобода Нови Град.

## Становништво
|                      | 2013.           | 1991.            | 1981.            | 1971.            | 1961.           |
| Укупно               | 27 115 (100,0%) | 41 665 (100,0%)  | 42 142 (100,0%)  | 41 216 (100,0%)  | 34 604 (100,0%) |
| Срби                 | 20 116 (74,19%) | 25 101 (60,24%)  | 25 098 (59,56%)  | 28 328 (68,73%)  | 26 007 (75,16%) |
| Бошњаци              | 6 439 (23,75%)  | 14 040 (33,70%)1 | 11 745 (27,87%)1 | 11 625 (28,21%)1 | 3 778 (10,92%)1 |
| Хрвати               | 181 (0,668%)    | 403 (0,967%)     | 458 (1,087%)     | 640 (1,553%)     | 721 (2,084%)    |
| Неизјашњени          | 147 (0,542%)    | –                | –                | –                | –               |
| Босанци              | 42 (0,155%)     | –                | –                | –                | –               |
| Роми                 | 41 (0,151%)     | –                | 72 (0,171%)      | –                | –               |
| Остали               | 39 (0,144%)     | 564 (1,354%)     | 116 (0,275%)     | 173 (0,420%)     | 40 (0,116%)     |
| Муслимани            | 37 (0,136%)     | –                | –                | –                | –               |
| Непознато            | 25 (0,092%)     | –                | –                | –                | –               |
| Југословени          | 10 (0,037%)     | 1 557 (3,737%)   | 4 525 (10,74%)   | 366 (0,888%)     | 3 978 (11,50%)  |
| Црногорци            | 10 (0,037%)     | –                | 24 (0,057%)      | 32 (0,078%)      | 12 (0,035%)     |
| Православци          | 9 (0,033%)      | –                | –                | –                | –               |
| Словенци             | 8 (0,030%)      | –                | 10 (0,024%)      | 19 (0,046%)      | 15 (0,043%)     |
| Босанци и Херцеговци | 5 (0,018%)      | –                | –                | –                | –               |
| Македонци            | 3 (0,011%)      | –                | 3 (0,007%)       | 2 (0,005%)       | 8 (0,023%)      |
| Украјинци            | 2 (0,007%)      | –                | –                | –                | –               |
| Албанци              | 1 (0,004%)      | –                | 85 (0,202%)      | 26 (0,063%)      | 35 (0,101%)     |
| Мађари               | –               | –                | 6 (0,014%)       | 5 (0,012%)       | 10 (0,029%)     |

1. 1 На пописима од 1971. до 1991. Бошњаци су пописивани углавном као Муслимани.

## Политичко уређење
Начелник општине представља и заступа Општину и врши извршну функцију у Новом Граду. Избор начелника се врши у складу са изборним Законом Републике Српске и изборним Законом БиХ. Општинску администрацију, поред начелника, чини и скупштина општине Нови Град. Институционални центар Општине Нови Град је насеље Нови Град, гдје су смјештени сви општински органи.
Функцију начелника општине Нови Град врши тренутно Мирослав Дрљача испред СНСД-а, који је на ту функцију ступио након Локалних избора у Босни и Херцеговини 2016. године. Састав скупштине општине Нови Град је приказан у сљедећој табели.
Састав скупштине општине Нови Град је приказан у табели, гдје се на територији општине Нови Град бирају 27 одборника, од тога један представник националних мањина, који представљају грађане општине Нови Град. Већина одлука се усваја простом већином гласова, то јест довољно је 14 гласова.

### Месне заједнице
Општина Нови Град има 21 мјесну заједницу.
| Месна заједница                     | Насељено место Улице у чијем је саставу месна заједница | Насељено место Улице у чијем је саставу месна заједница |
| ----------------------------------- | --- | ------------------------------------------------------- |
| Месна заједница Благај              | Насељена места: Благај Јапра и Благај Ријека |                                                         |
| Месна заједница Блатна              | Насељена места: Блатна, Матавази и Рашће |                                                         |
| Месна заједница Велика Рујишка      | Насељена места: Велика Рујишка и Мала Крупска Рујишка |                                                         |
| Месна заједница Видорија            | Улице: Прве Крајишке бригаде, Ослобођења, Османа Ђикића, Велкић Брдо, Бранка Ћопића, Доситеја Обрадовића, Гаврила Принципа, Кеј Крајишких Бригада, Народног фронта и Унска                                                                                                 |                                                         |
| Месна заједница Добрљин             | Насељена места: Добрљин, Куљани, Горње Водичево и Доње Водичево |                                                         |
| Месна заједница Доњи Агићи          | Насељена места: Доњи Агићи, Горњи Агићи и Ћеле |                                                         |
| Месна заједница Жуљевица            | Насељена места: Велика Жуљевица, Мала Жуљевица и Раковац |                                                         |
| Месна заједница Јабланица           | Улице: Јабланичка, Кнеза Лазара, Козарска, Младена Стојановића, Милана Личине, Мирка Вејновића, Николе Тесле, Подгрмечка, Здравка Челара, Давида Пајића, Милана Карановића, Скендера Куленовића и Стојана Ћелића                                                           |                                                         |
| Месна заједница Кршље               | Насељена места: Кршље |                                                         |
| Месна заједница Мала Новска Рујишка | Насељена места: Мала Новска Рујишка, Јоховица и Ведовица |                                                         |
| Месна заједница Масловаре           | Насељена места: Масловаре и Јошава |                                                         |
| Месна заједница Нови Град           | Улице: Карађорђа Петровића, Казимира Ћурка, Пере Дрљаче, Проте Симе Кондића, Видовданска, Добриле Грубор, Милоша Обилића, Његошева, Надежде Петровић, Пионирска, Кеј Војводе Степе, Лазара Дрљче, Николе Пашића, Петра Кочића, Браће Југовића, Миће Шурлана и Петра Пеције |                                                         |
| Месна заједница Пољавнице           | Насељена места: Пољавнице и Мазић |                                                         |
| Месна заједница Прусци              | Насељена места: Прусци, Деветаци и Љешљани |                                                         |
| Месна заједница Радомировац         | Насељена места: Радомировац и Соколиште |                                                         |
| Месна заједница Равнице             | Насељена места: Равнице и Церовица |                                                         |
| Месна заједница Рудице              | Насељена места: Рудице, Чађавица Горња, Чађавица Средња, Чађавица Доња, Доњи Ракани и Горњи Ракани |                                                         |
| Месна заједница Сводна              | Насељена места: Сводна, Ахметовци, Грабашница, Трговиште, Петковац и Витасовци |                                                         |
| Месна заједница Сухача              | Насељена места: Сухача, Хозићи и Црна Ријека |                                                         |
| Месна заједница Туњица и Прекосање  | Улице: Туњица, Бањалучка, Изба, Радничка, Жељезничка, Краља Петра I Ослободиоца, Кулска обала, Лонџа, Партизански пут (део), Пете Козарске бригаде, Ђуре Ђаковића, Гојка Шурлана, Михајла Ђурића и Устаничка                                                               |                                                         |
| Месна заједница Урије               | Улице: Иве Андрића, Санска, 25. маја, Горанска, Меше Селимовића, 1. маја, 9. маја, Плавуљев поток, Шућа и Уријански пут |                                                         |

## Познате личности
- Лазар Дрљача, српски сликар
- Михаило Ђурић (народни херој), народни херој Југославије
- Љубо Јандрић, српски књижевник
- Младен Каран, српски сликар
- Милан Карановић, српски етнограф
- Драган Колунџија, српски пјесник
- Миланко Михајлица, српски политичар
- Младен Ољача, српски писац
- Давид Пајић, народни херој Југославије
- Бранко Плавшић, српски стрипар
- Драго Тодић, српски географ
- Стојан Ћелић, српски сликар и графичар
- Божидарка Фрајт, глумица